# Enrico Minto
Enrico Minto (Mirano, 1º gennaio 1935 – Pescara, 2 marzo 2023) è stato un calciatore italiano, di ruolo attaccante.

## Caratteristiche tecniche
Giocò nel ruolo di centravanti.

## Carriera
Giocò in Serie A con l'Udinese.